# Frank Leistra
Frank Jan Anton Leistra (ur. 1 kwietnia 1960 w Delfcie) – holenderskI hokeista na trawie. Brązowy medalista olimpijski z Seulu.

## Kariera sportowa
Był bramkarzem. W reprezentacji Holandii zagrał 159 razy w latach 1985-1992. Zawody w 1988 były jego pierwszymi igrzyskami olimpijskimi, startował również w IO 92 (czwarte miejsce). Brał udział w turniejach Champions Trophy, w 1987 został mistrzem Europy, a w 1990 mistrzem świata. W 1991 zdobył srebro na mistrzostwach Europy.